# Ian Botham
Ian Terence Botham est un joueur de cricket international et commentateur sportif anglais né le 24 novembre 1955 à Heswall dans le Cheshire. Polyvalent, généralement considéré comme l'un des meilleurs joueurs anglais de l'histoire du cricket, Botham dispute 102 test-matchs avec l'équipe d'Angleterre entre 1977 et 1992 et 116 ODI entre 1976 et 1992. Il achève sa carrière internationale avec 5 200 courses et 383 guichets en test-matchs, et est capitaine de la sélection en 1980 et 1981. Il a également été footballeur à Scunthorpe United et à Yeovil Town. Botham est fait chevalier en 2007, pour services rendus aux œuvres de charité et au cricket.

## Honneurs
- Un des cinq Wisden Cricketers of the Year en 1978
- Trophée Walter Lawrence en 1982 et 1985
- Anobli en 2007
- Membre de l'ICC Cricket Hall of Fame depuis 2009 (membre inaugural)
- Knight Bachelor